# Długa Grapa

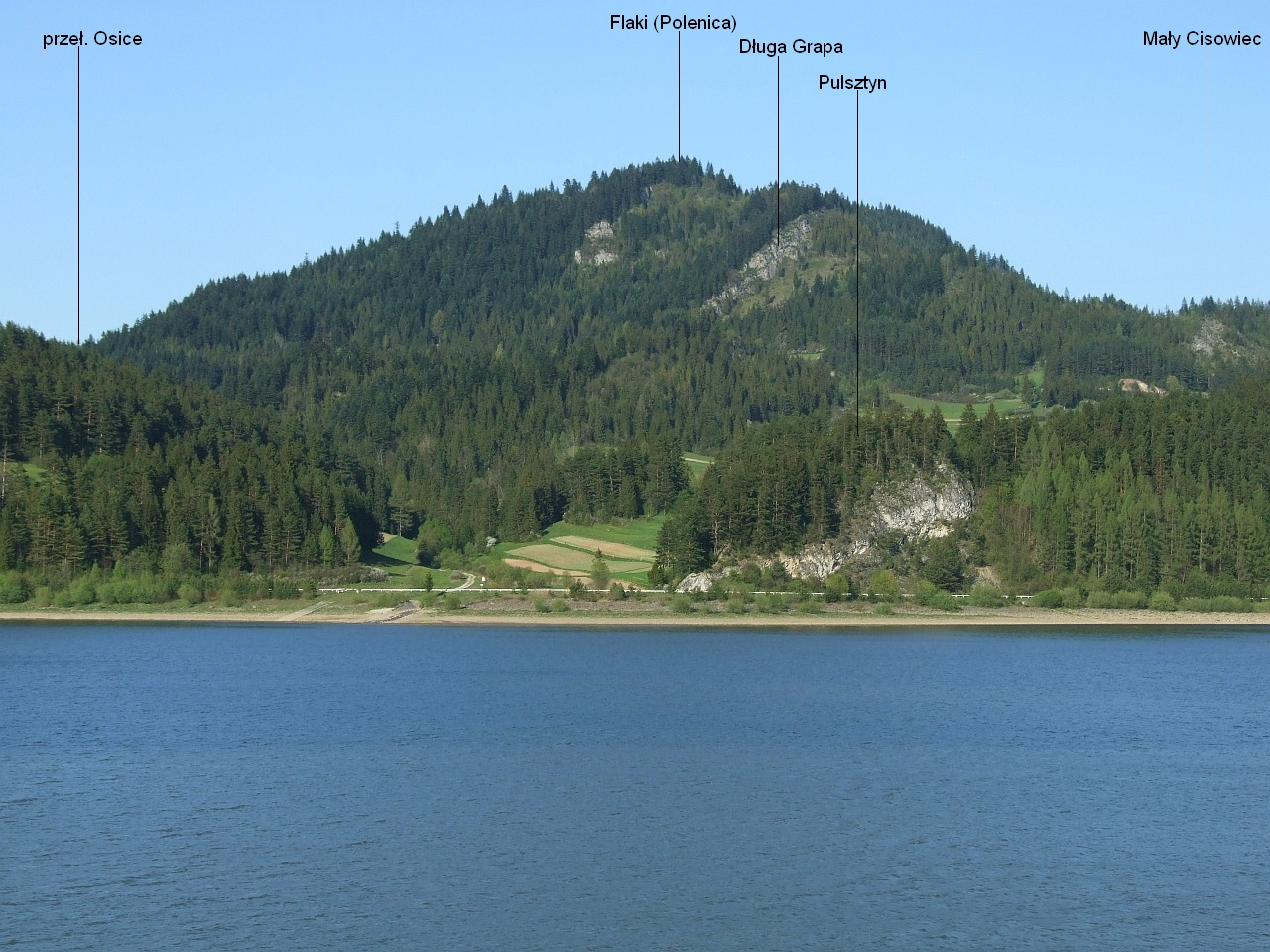
Widok znad Jeziora Czorsztyńskiego

Długa Grapa – pas skalnych urwisk i ścianek na południowym stoku masywu Flaków w Pieninach Czorsztyńskich, w obrębie wsi Sromowce Wyżne w województwie małopolskim, w powiecie nowotarskim, w gminie Czorsztyn. Znajduje się pod zachodnim szczytem Flaków zwanym Polenicą i ciągnie się równoleżnikowo na długości około 350 m i wysokości od 670 do 760 m n.p.m. Są to skalne wychodnie częściowo zarastające naskalnymi murawami kserotermicznymi, ciepłolubnymi krzewami i drzewami. Maja one dużą wartość przyrodniczą. Na Długiej Grapie stwierdzono występowanie rzadkiego w Polsce gatunku rośliny ostu pagórkowego Carduus collinus, a po 2008 r. znaleziono tu stanowisko pszonaka pienińskiego, rośliny objętej ścisłą ochroną. W latach 1987–1988 znaleziono zagrożone wyginięciem gatunki porostów jaskrawiec woskowoszary Caloplaca stillicidiorum, łuskotek wątrobiasty Catapyrenium lachneum, garbatka niebieskoczarna Thalloidima sedifolium i rzadką kruszynkę rozgałęzioną Synalissa symphorea, w 2006 i 2014 storczyka dwulistnik muszy. Są też cenne przyrodniczo zarośla jałowca. Dla ochrony siedliska tych organizmów konieczne są zabiegi ochrony czynnej polegające na usuwaniu drzew i nadmiernie rozrastającej się tarniny i derenia. Długa Grapa znajduje się w obrębie Pienińskiego Parku Narodowego, ale jest własnością prywatną, na przeprowadzenie tych zabiegów niezbędna jest zgoda właścicieli gruntów.
W gwarze podhalańskiej, orawskiej i liptowskiej słowo grapa oznacza urwiste lub strome zbocze, grzbiet lub wzniesienie. Występuje w wielu nazwach obiektów geograficznych na Podhalu i w Tatrach.